# Cerca de la revolución
El sencillo «Cerca de la revolución», creado e interpretado por Charly García es una de sus canciones más conocidas, y una de las más influyentes del rock argentino. Fue lanzada como tema N.º 9 del álbum Piano bar, que salió a la venta en 1984, considerado una de sus obras cumbre. Ha sido considerado el mejor tema de la historia del rock argentino.

## Análisis de la letra
Charly García escribió esta canción en el momento en que caía la última dictadura cívico-militar en Argentina (1976 - 1983). 
La democracia instalada el 10 de diciembre de 1983 con la presidencia de Raúl Alfonsín aparecía débil y amenazada por el poder militar y las injusticias sociales agudizadas durante la dictadura.
A esa situación se refiere la letra de «Cerca de la revolución», en la que «la revolución» puede leerse tanto literalmente, como bajo el significado de «la democracia», y ambos conceptos como si se tratara de mujeres.
Charly García inicia su canción expresando su angustia por ser escéptico ante la revolución y la democracia («¿Por qué no puedo amarte?... Ya no sé bien que decir, ya no sé más qué hacer. Todo el mundo loco y yo sin poderte ver»). 
En el estribillo la canción anticipa una eventual reconciliación: «pero si insisto, yo se muy bien te conseguiré». 
La segunda estrofa contiene una de las frases más famosas de la canción: «Y si mañana es como ayer otra vez, lo que fue hermoso será horrible después». Futuro y pasado, belleza y espanto, entrecruzándose peligrosamente, vertiginosamente, sin seguridades sobre lo que vendrá.
«No es sólo una cuestión de elecciones» dice con lucidez García antes de iniciar la tercera parte, para terminar con un puro deseo basado en la esperanza: «si esta armonía te ayudara a creer
yo sería tan feliz... que moriría arrodillado a tus pies».

## La música
El tema está apoyado en un poderoso riff de guitarra construido a partir de una secuencia ascendente-descendente E5-G5-A5. El riff está libremente inspirado en "Venus" de The Shocking Blue, una banda holandesa de los 60. Esa circunstancia provocó un entredicho entre Fito Páez (por entonces miembro de la banda de soporte) y Charly García, porque aquel realizaba comentarios irónicos, a los que Charly finalmente contestó: «escuchame pibe, cuando algo te gusta mucho, tomalo y hacelo tuyo, nada de homenajes ni tributos».
La estructura musical de la canción tiene tres partes netamente diferenciadas:
- la primera, concebida como una continuación natural del riff
- la segunda («me siento sólo...»), sobre una secuencia descendente-ascendente G5-F-C5-D5
- la tercera, el estribillo, se inicia sobre una secuencia ascendente Am7-Bb-Gm hasta reproducir el riff pero elevado en dos notas y terminar con un descenso al riff inicial.

## Músicos
- Charly García: voz principal y coros, guitarra rítmica y piano eléctrico
- Fito Páez: sintetizadores y coros.
- Alfredo Toth: bajo y coros.
- Pablo Guyot: guitarra principal.
- Willy Iturri: batería.

## Versiones
En el álbum Mi vida con ellas, de Fito Páez, hay una versión del tema por ambos músicos.
En el álbum Alta fidelidad, hay una versión interpretada por Mercedes Sosa y Charly García.